# Libertia grandiflora
Libertia grandiflora là một loài thực vật có hoa trong họ Diên vĩ. Loài này được (R.Br.) Sweet miêu tả khoa học đầu tiên năm 1830.